# فيليكس سوتانتو
فيليكس سوتانتو (بالإندونيسية: Felix C. Sutanto) (مواليد 24 ديسمبر 1975) هو سبّاح إندونيسي، مثّل بلاده في الألعاب الأولمبية الصيفية 2000.

## روابط خارجية
فيليكس سوتانتو على موقع أوليمبيديا (الإنجليزية)